# 존 피치

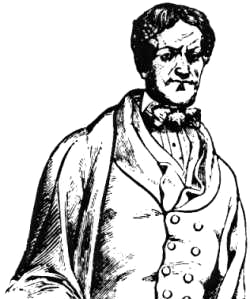

존 피치(John Fitch, 1743년 1월 21일 ~ 1798년 7월 2일)는 미국의 발명가, 시계제작자, 기업가, 공학자이다. 미국 최초의 증기선 서비스를 운영한 것으로 유명하다. 45피트 길이의 최초의 선박이 델러웨어강에서 피치와 그의 설계 조수 스티븐 파가노에 의해 시험되었다.